# Buffalo, Minnesota
Buffalo är administrativ huvudort i Wright County i Minnesota. Buffalo är huvudort i countyt sedan 1868, då huvudorten flyttades dit från Monticello.